# گلو
گلو بخش درونی گردن و گذرگاه نوشیدنی‌ها و خوردنی‌ها و هوا از روزنهٔ دهان به درون بدن است.

## فرهنگ دهخدا
[گ ُ / گ َ] (اِ) در اوستا گَرَه (گردن، قصبةالریه)(از حاشیهٔ برهان قاطع، معین). حلق. حلقوم، مجرای غذا و دم در درون گردن: قسمت جلوی گردن که در قدام مهره‌های گردنی قرار دارد.
(منتهی الارب):
راست گویی که در گلوش کسی
پوشکی را همی بمالد گوش

## زبانزد
- توی گلوش گیر کرده.

همچنین در ادبیات عام، گلو را با نام خرخره نیز می شناسند.
مثال‌ هایی از این واژه : 
تا خرخره توی قرض گیر کردن
خرخره کسی را جویدن : کنایه از میزان عصبانیت